# Malaltia endocrina
Les malalties endocrines, endocrinopaties o endocrinosis són les causades per un trastorn hormonal, són conegudes popularment com a desequilibri hormonal. Afecten al sistema endocrí i la disciplina mèdica que les estudia i tracta és l'endocrinologia. Es poden trobar centenars de malalties del sistema endocrí. Entre d'altres es poden destacar les següents:
- Trastorns adrenals:
  - Insuficiència suprarenal:
    - Malaltia d'Addison.
    - Hiperplàsia congènita adrenal.
    - Deficiència mineralocorticoide.

  - Síndrome de Conn.
  - Síndrome de Cushing.
  - Feocromocitoma.
  - Carcinoma adrenocortical.
- Trastorns de l'homeòstasi de la glucosa:
  - Diabetis mellitus.
  - Hipoglicèmia.
    - Hipoglicèmia idiopàtica.
    - Insulinoma.
- Malalties del metabolisme dels ossos:
  - Osteoporosi
  - Malaltia de Paget (Osteïtis deformant hipertròfica).
  - Osteomalàcia.
- Trastorns de la hipòfisi:
  - Diabetis insípida.
  - Hipopituïtarisme.
  - Tumors pituïtaris.
    - Adenoma pituïtari.
    - Prolactinoma.
    - Acromegàlia.
    - Malaltia de Cushing.
- Trastorns de la glàndula tiroide:
  - Goll.
  - Hipotiroïdisme.
  - Hipertiroïdisme.
- Trastorns de la glàndula paratiroide:
  - Hiperparatiroïdisme.
    - Primari.
    - Secundari.
    - Terciari.

  - Hipoparatiroïdisme.
    - Pseudoparatiroïdisme.
- Trastorns d'hormones sexuals:
  - Trastorns del desenvolupament sexual:
    - Hermafroditisme.
    - Disgènesi gonadal.

  - Hipogonadisme:
    - Síndrome de Kallmann.
    - Síndrome de Klinefelter.
    - Síndrome de Turner.

  - Trastorns del gènere social:
    - Trastorn de la identitat del gènere.

  - Trastorns de la pubertat:
    - Pubertat tardana.
    - Pubertat precoç.

  - Trastorns de la fertilitat:
    - Amenorrea.
    - Síndrome de l'ovari poliquístic.

L'edat és un factor de risc important. El 2012, tan sols el 5,81% de les defuncions per malalties endocrines als Estats Units es produïren en persones de menys de 35 anys, mentre que el 64,36% es produïren en individus de 65 anys o més.